# Renauvoid
Renauvoid est une commune française située dans le département des Vosges, en région Grand Est.

## Géographie

### Localisation
Renauvoid est une petite commune rurale au sud-ouest d'Épinal, entre Chantraine et Uzemain. 

### Géologie et relief
Le terrain vallonné, sur le versant nord des monts Faucilles, est surtout forestier - forêt domaniale du Ban d'Uxegney, forêt d'Avière - et s'ouvre au nord-ouest pour atteindre le réservoir de Bouzey qu'alimente notamment l'Avière née au sud du village.
L'habitat est très dispersé : la Basse Henry, le Savernay, les Censes des Lois, la Verrière, le Treize Canton, Olima.

### Sismicité
Commune située dans une zone 3 de sismicité modérée.
| Chaumousey | Sanchey Les Forges | Chantraine |
| Girancourt | Renauvoid          | Épinal     |
|            | Uzemain            | Uriménil   |

### Hydrographie et les eaux souterraines
Hydrogéologie et climatologie : Système d’information pour la gestion des eaux souterraines du bassin Rhin-Meuse :
Territoire communal : Occupation du sol (Corinne Land Cover); Cours d'eau (BD Carthage),
Géologie : Carte géologique; Coupes géologiques et techniques,
 Hydrogéologie : Masses d'eau souterraine; BD Lisa; Cartes piézométriques.
La commune est située pour partie dans le bassin versant du Rhin au sein du bassin Rhin-Meuse et pour partie dans le bassin versant de la Saône au sein du bassin Rhône-Méditerranée-Corse. Elle est drainée par l'Aviere, le ruisseau des Colnots, le ruisseau d'Olima et le ruisseau de l'Etang Coster,.
L'Avière, d'une longueur totale de 28 km, prend sa source dans la commune  et se jette  dans la Moselle à Châtel-sur-Moselle, après avoir traversé dix communes.

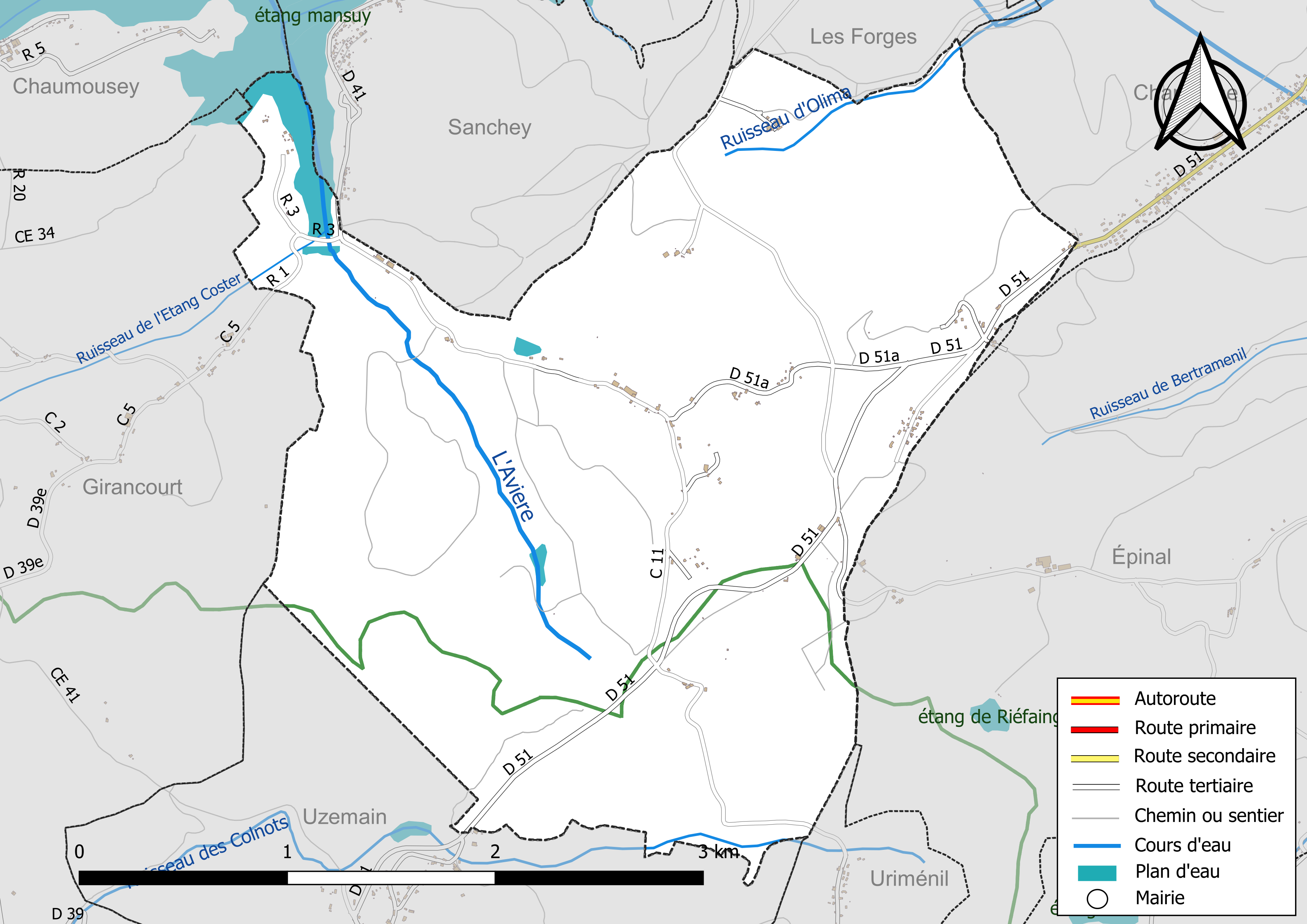
Réseaux hydrographique et routier de Renauvoid.

La qualité des eaux de baignade et des cours d’eau peut être consultée sur un site dédié géré par les agences de l’eau et l’Agence française pour la biodiversité.

### Climat
Pour des articles plus généraux, voir Climat du Grand Est et Climat des Vosges.
En 2010, le climat de la commune est de type climat de montagne, selon une étude du Centre national de la recherche scientifique s'appuyant sur une série de données couvrant la période 1971-2000. En 2020, Météo-France publie une typologie des climats de la France métropolitaine dans laquelle la commune est exposée à un climat semi-continental et est dans la région climatique  Lorraine, plateau de Langres, Morvan, caractérisée par un hiver rude (1,5 °C), des vents modérés et des brouillards fréquents en automne et hiver. 
Pour la période 1971-2000, la température annuelle moyenne est de 9,1 °C, avec une amplitude thermique annuelle de 16,6 °C. Le cumul annuel moyen de précipitations est de 1 178 mm, avec 12,9 jours de précipitations en janvier et 10,5 jours en juillet. Pour la période 1991-2020, la température moyenne annuelle observée sur la station météorologique de Météo-France la plus proche, « Dommartin-aux-Bois_sapc », sur la commune de Dommartin-aux-Bois à 8 km à vol d'oiseau, est de 10,6 °C et le cumul annuel moyen de précipitations est de 908,9 mm. 
La température maximale relevée sur cette station est de 39,4 °C, atteinte le 25 juillet 2019 ; la température minimale est de −17,5 °C, atteinte le 20 décembre 2009,,. 
Les paramètres climatiques de la commune ont été estimés pour le milieu du siècle (2041-2070) selon différents scénarios d'émission de gaz à effet de serre à partir des nouvelles projections climatiques de référence DRIAS-2020. Ils sont consultables sur un site dédié publié par Météo-France en novembre 2022.

## Urbanisme

### Typologie
Au 1er janvier 2024, Renauvoid est catégorisée commune rurale à habitat très dispersé, selon la nouvelle grille communale de densité à sept niveaux définie par l'Insee en 2022.
Elle est située hors unité urbaine. Par ailleurs la commune fait partie de l'aire d'attraction d'Épinal, dont elle est une commune de la couronne,. Cette aire, qui regroupe 118 communes, est catégorisée dans les aires de 50 000 à moins de 200 000 habitants,.

### Occupation des sols
L'occupation des sols de la commune, telle qu'elle ressort de la base de données européenne d’occupation biophysique des sols Corine Land Cover (CLC), est marquée par l'importance des forêts et milieux semi-naturels (67,1 % en 2018), une proportion sensiblement équivalente à celle de 1990 (67,4 %). La répartition détaillée en 2018 est la suivante : 
forêts (67,1 %), prairies (30,8 %), eaux continentales (1,9 %), zones urbanisées (0,2 %). L'évolution de l’occupation des sols de la commune et de ses infrastructures peut être observée sur les différentes représentations cartographiques du territoire : la carte de Cassini (XVIIIe siècle), la carte d'état-major (1820-1866) et les cartes ou photos aériennes de l'IGN pour la période actuelle (1950 à aujourd'hui).

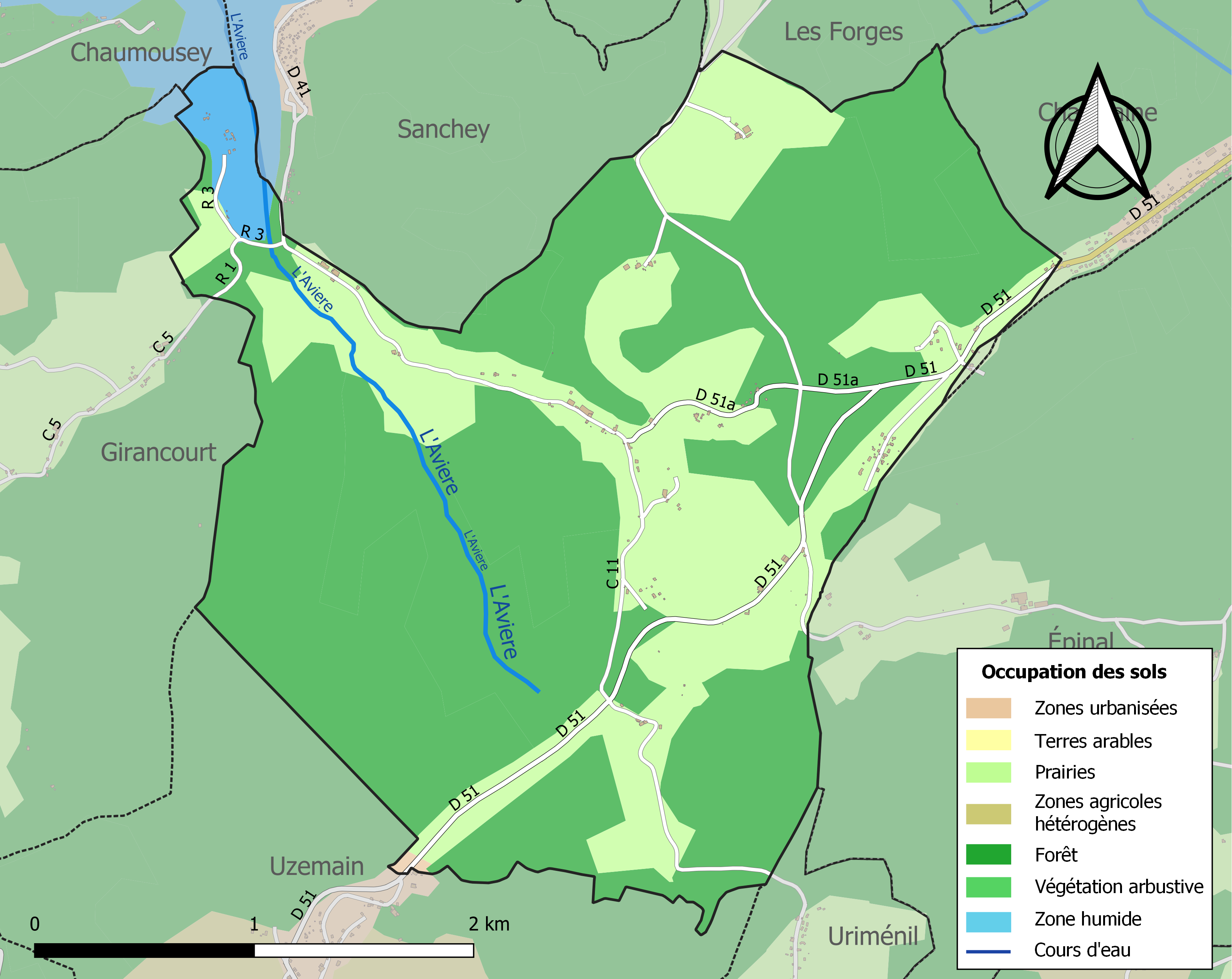
Carte des infrastructures et de l'occupation des sols de la commune en 2018 (CLC).

## Toponymie
Regnalvoy (XIVe siècle) ; Renavoix (1440) ; Renavre (1466) ; Regnault Woirre (1480) ; Regnalwoid (1498) ; Renovoy (1708) ; Renevois ou Renovoix (1711) ; Renauvoid (1737) ; Renaufief (1790) ; Renauvoix (an III)[réf. nécessaire].

## Histoire
En 1594, la commune dépendait de la prévôté de Dompaire et Valfroicourt, ban de Madonne, en 1710 du bailliage des Vosges, prévôté de Dompaire, et en 1790, du district d’Épinal, canton de Girecourt. 
Renauvoid s'appelait autrefois Renaufief.
Extrait du registre d'état civil du 18 septembre 1792 :
Mariage de George Parmentelot, âgé de trente-trois ans, originaire de Renaufief, fils de Jean-Baptiste Parmentelot, âgé de soixante-neuf ans, originaire de Saint-Nabord, et de Marguerite Huraude, âgée de soixante-deux ans, originaire de Jeuxey d'une part, et Marguerite Joly, âgée de vingt-sept ans, originaire de Renaufief, fille de Jean-Nicolas Joly, âgé de cinquante-huit ans, originaire de Renaufief et de Marguerite Coinchelin, âgée de cinquante-six ans, originaire de Thavon d'autre part [...].
Le 29 juillet 1944, dans la nuit, un avion de la Royal Air Force, ayant à son bord sept militaires anglais, canadiens et néo-zélandais, venus au secours de la France, a été abattu. L’avion était un bombardier Lancaster, PB 253, du 576 squadron et participait à l’opération « Stuttgart ».
Un monument commémoratif a été inauguré sur le territoire de la commune de Renauvoid le 27 juillet 2002 sur le lieu exact du crash de l’avion.

## Politique et administration
| Période                                  | Période                       | Identité         | Étiquette | Qualité |
| ---------------------------------------- | ----------------------------- | ---------------- | --------- | ------- |
| Les données manquantes sont à compléter. |                               |                  |           |         |
| mars 2001                                | mars 2008                     | Pierre Balandras |           |         |
| mars 2008                                | En cours (au 18 février 2015) | Yvan Bombarde    |           |         |

### Budget et fiscalité 2022
En 2022, le budget de la commune était constitué ainsi :
- total des produits de fonctionnement : 88 000 €, soit 709 € par habitant ;
- total des charges de fonctionnement : 63 000 €, soit 508 € par habitant ;
- total des ressources d'investissement : 61 000 €, soit 490 € par habitant ;
- total des emplois d'investissement : 23 000 €, soit 185 € par habitant ;
- endettement : 73 000 €, soit 586 € par habitant.

Avec les taux de fiscalité suivants :
- taxe d'habitation : 9,12 % ;
- taxe foncière sur les propriétés bâties : 35,35 % ;
- taxe foncière sur les propriétés non bâties : 24,90 % ;
- taxe additionnelle à la taxe foncière sur les propriétés non bâties : 0,00 % ;
- cotisation foncière des entreprises : 0,00 %.

Chiffres clés Revenus et pauvreté des ménages en 2021 : médiane en 2021 du revenu disponible, par unité de consommation : 25 290 €.

## Économie

### Entreprises et commerces

#### Agriculture
- Sylviculture et autres activités forestières.
- Élevage de vaches laitières.
- Élevage d'autres bovins et de buffles.

#### Tourisme
- Hébergements et restauration à Sanchey, Épinal, Xertigny, Pouxeux.
- Camping de la ferme du Champ Miguet[21].

#### Commerces
- Commerces et services de proximité.

## Population et société

### Démographie

#### Évolution démographique
L'évolution du nombre d'habitants est connue à travers les recensements de la population effectués dans la commune depuis 1793. Pour les communes de moins de 10 000 habitants, une enquête de recensement portant sur toute la population est réalisée tous les cinq ans, les populations de référence des années intermédiaires étant quant à elles estimées par interpolation ou extrapolation. Pour la commune, le premier recensement exhaustif entrant dans le cadre du nouveau dispositif a été réalisé en 2004.

En 2022, la commune comptait 120 habitants, en évolution de +3,45 % par rapport à 2016 (Vosges : −2,96 %, France hors Mayotte : +2,11 %).
| 1793 | 1800 | 1806 | 1821 | 1831 | 1836 | 1841 | 1846 | 1856 |
| ---- | ---- | ---- | ---- | ---- | ---- | ---- | ---- | ---- |
| 159  | 158  | 164  | 193  | 215  | 201  | 205  | 209  | 218  |

| 1861 | 1866 | 1876 | 1881 | 1886 | 1891 | 1896 | 1901 | 1906 |
| ---- | ---- | ---- | ---- | ---- | ---- | ---- | ---- | ---- |
| 191  | 201  | 174  | 158  | 168  | 149  | 146  | 132  | 123  |

| 1911 | 1921 | 1926 | 1931 | 1936 | 1946 | 1954 | 1962 | 1968 |
| ---- | ---- | ---- | ---- | ---- | ---- | ---- | ---- | ---- |
| 148  | 133  | 117  | 130  | 107  | 118  | 119  | 111  | 90   |

| 1975 | 1982 | 1990 | 1999 | 2004 | 2006 | 2009 | 2014 | 2019 |
| ---- | ---- | ---- | ---- | ---- | ---- | ---- | ---- | ---- |
| 72   | 72   | 90   | 103  | 117  | 117  | 119  | 115  | 121  |

| 2022 | - | - | - | - | - | - | - | - |
| ---- | - | - | - | - | - | - | - | - |
| 120  | - | - | - | - | - | - | - | - |

### Enseignement
Établissements d'enseignements : 
- Écoles maternelles et primaires à Sanchey, Les Forges, Uriménil, Chantraine, Épinal.
- Collèges à Épinal, Golbey.
- Lycées à Épinal.

### Santé
Professionnels et établissements de santé :
- Médecins à Senones, Bruyères, Épinal, Xertigny, Mirecourt.
- Pharmacies à Uriménil, Les Forges, Chantraine, Épinal, Urugney[28].
- Hôpitaux à Mirecourt, Saint-Dié-des-Vosges, Épinal

### Cultes
- Culte catholique, Paroisse Saint-Goëry[29], Diocèse de Saint-Dié.

## Lieux et monuments
Au spirituel, Renauvoid, annexe de la paroisse de Chaumousey. L'église est placée sous le vocable de la Nativité de Notre-Dame et dépend de la cure d’Épinal, doyenné d’Épinal, diocèse de Toul et évêché de Saint-Dié. 
La commune ne possède pas d’église. Les actes de baptêmes, mariages et décès sont joints à ceux de Chaumousey.
- Monument aux morts[31].
- Monument commémoratif, inauguré le 27 juillet 2002, sur le mont du Ténébran, sur le lieu exact du crash de l’avion de la Royal Air Force[32].
- Zone naturelle d'intérêt écologique, faunistique et floristique (ZNIEFF) Source de l'Avière : Sentier de randonnées réalisé et entretenu par le  Club Vosgien.

## Pour approfondir